# حسین‌آباد غیناب
حسین‌آباد غیناب یک روستا در ایران است که در بخش مرکزی شهرستان سربیشه واقع شده‌است. حسین‌آباد غیناب ۲۷ نفر جمعیت دارد.